# قنات قاسم‌آباد بم
قنات قاسم‌آباد قناتی است که در شهر بروات از توابع بخش بروات، شهرستان بم در استان کرمان قرار دارد و از جمله قنات‌های ایرانی ثبت‌شده در میراث جهانی یونسکو است.

## مشخصات قنات
طول این قنات ۲۳۰۰ متر است و تعداد ۵۰ میله چاه دارد. عمق مادرچاه این قنات ۴۴ متر و فاصلهٔ مظهر تا محل آن ۳۰۰ متر می‌باشد. دبی این قنات ۱۳۹ لیتر بر ثانیه است.
مالکان این قنات اهالی شهر بروات می‌باشند و اراضی تحت کشت این قنات ۱۰۰ هکتار می‌باشد.

## ثبت در میراث جهانی یونسکو
در چهلمین اجلاس میراث جهانی یونسکو که ژوئیه ۲۰۱۶ در استانبول برگزار شد، یازده قنات ایرانی به عنوان بیستمین اثر ایران بر اساس دو معیار از ۶ معیار فرهنگی کمیته میراث جهانی شامل گواهی بی‌همتا یا دست‌کم استثنایی بر یک سنت فرهنگی و نمونه‌ای برجسته در معماری یا تکنولوژی که مرحله مهمی از تاریخ بشر را نشان دهد، در فهرست میراث جهانی قرار گرفت. پرونده ۱۱ قنات ایرانی با داشتن تکنولوژی متفاوت و با قدمت بیش از ۲۵۰۰ تا ۲۰۰ سال به یونسکو جهت ثبت جهانی ارائه شد و پس از بررسی و تأیید کارشناسان یونسکو این پرونده ثبت و در فهرست آثار جهانی قرار گرفت.
یازده قناتی که ثبت جهانی شده‌اند، هرکدام به لحاظ قدمت، معماری، عمق، طول و مشخصاتی از این دست، منحصر به فرد و بی نظیر هستند. در این میان، قنات‌های قاسم‌آباد و اکبرآباد شهرستان بم نیز به دلیل دوقلو بودن در فهرست یونسکو ثبت شدند.